# Lasiodorides striatus
Lasiodorides striatus é uma espécie de aranha pertencente à família Theraphosidae (tarântulas).